# Odprto prvenstvo Francije 1984
Odprto prvenstvo Francije 1984 je teniški turnir za Grand Slam, ki je med 28. majem in 10. junijem 1984 potekal v Parizu.

## Moški posamično
Ivan Lendl :  John McEnroe, 3-6, 2-6, 6-4, 7-5, 7-5

## Ženske posamično
Martina Navratilova :  Chris Evert, 6–3, 6–1

## Moške dvojice
Henri Leconte /  Yannick Noah :  Pavel Složil /  Tomáš Šmíd, 6–4, 2–6, 3–6, 6–3, 6–2

## Ženske dvojice
Martina Navratilova /  Pam Shriver :  Claudia Kohde Kilsch /  Hana Mandlíková, 5–7, 6–3, 6–2

## Mešane dvojice
Anne Smith /  Dick Stockton :  Anne Minter /  Laurie Warder, 6–2, 6–4